# Teodor Skwirczyński
Teodor Skwirczyński również znany jako Teodor de Skuba Skwirczyński (ur. 1831 w Mielcu, zm. 1901 we Lwowie) – syn Franciszka de Skuba Skwirczyńskiego i Józefy Tarczyńskiej. Nadporucznik austriackiej kawalerii, w powstaniu styczniowym służył jako kapitan i dowódca kosynierów w oddz. Franciszka Horodyńskiego, walczył w bitwie pod Radziwiłłowem (zakończonej niepowodzeniem 2 lipca 1863). Kosynierzy byli kluczowi w tym powstaniu, jakkolwiek siły Horodyńskiego zostały przez Rosjan rozbite pod Radziwiłłowem sam Teodor został osądzony w Kijowie i zesłany w głąb Cesarstwa Rosyjskiego. Po powstaniu styczniowym pracował jako galicyjski urzędnik kolejowy. Pochowany na cmentarzu w Stryju pod Lwowem – miejsce pochówku Teodora Skwirczyńskiego wymienione jest w spisie grobów bohaterów polskich powstań z okresu zaborów. Stryjeczny dziadek legionisty i kapitana Wojska Polskiego Stanisława Skwirczyńskiego.
Zmarli powstańcy 1863 roku zostali odznaczeni przez prezydenta RP Ignacego Mościckiego 21 stycznia 1933 roku Krzyżem Niepodległości z Mieczami. 

## Wywód genealogiczny
| 4. Andrzej de Skuba Skwirczyński h. Ślepowron |  |                                                  |  |  |                                 |
|                                               |  | 2. Franciszek de Skuba Skwirczyński h. Ślepowron |  |  |                                 |
| 5. Anna Gajecka h. Poraj                      |  |                                                  |  |  |                                 |
|                                               |  |                                                  |  |  | 1. Teodor de Skuba Skwirczyński |
| 6. Józef Tarczyński h. Tarnawa                |  |                                                  |  |  |                                 |
|                                               |  | 3. Józefa Tarczyńska h. Tarnawa                  |  |  |                                 |
| 7. Tekla Fredro h. Bończa                     |  |                                                  |  |  |                                 |
|                                               |  |                                                  |  |  |                                 |